# Jean Arcelin
Cet article possède un paronyme, voir Jean Asselin.
Pour les articles homonymes, voir Arcelin.
Jean Arcelin, né le 22 juin 1962 à Paris, est un peintre et enseignant franco-suisse originaire de Payerne, dans le Canton de Vaud. Il est réputé pour ses paysages de montagne et ses intérieurs surannés.

## Biographie

### Origine et Formation
Jean Arcelin naît le 22 juin 1962 à Paris d'une mère suisse et d'un père français. Il est le petit-fils de l'écrivain suisse romand Léon Savary. Il rentre à l'Académie Charpentier et étudie l'Histoire de l'art en Sorbonne. 

### Carrière
À partir de 1988, il expose dans plusieurs galeries parisiennes, de Suisse et des États-Unis. Il est remarqué pour la première fois dans une galerie aux alentours de Beaubourg en 1989. Entre 1990 et 1995, il participe au mécénat Ebel Art et culture en Suisse à Bâle et à la Villa Schwob et expose en 1989, 1991 et 1999 des portraits à l’Institut de France. Malgré son diplôme en Histoire de l'art, il peint en autodidacte.
Il reçoit de multiples commandes de la part d’entreprises, comme les montres Ebel (1990), le Champagne Dom Ruinart (1992), Natexis Banques Populaires (1999 et 2000) ou Tiffany & Co.  (2012 et 2013). En 1993, il peint également le décor du Bourgeois Gentilhomme pour le Théâtre de Neuilly-sur-Seine.
Depuis 2006, il expose au 26, place des Vosges à Paris. En 2007, la ville de Bergerac en Dordogne lui consacre une exposition rétrospective de 40 de ses œuvres au Presbytère Saint-Jacques. Il a enseigné les Beaux-Arts à l'Atelier du Passage dans le 17e arrondissement de Paris et exposa de nombreuses fois à Yvoire, en Haute-Savoie.

## Œuvre

### Description
Jean Arcelin ne s'inspire d'aucune œuvre cinématographique mais tire ses sujets de son imagination. Du fait de ses origines, il est grandement inspiré par les paysages montagneux. D'autre part, il trouve ses thèmes favoris notamment dans les intérieurs baroques où jouent corridors et miroirs (Bibliothèque et plafond bleu, Salon vénitien, Atelier jaune), sans aucune présence humaine, alors que celle-ci est sous-entendue, ou bien dans les paysages urbains où apparaissent, tels des mirages, tramways, trains ou camions (Camion jaune, Tramway à Lisbonne, Effet de gare). Bien qu'aucun personnage ne figure sur ses œuvres, il peint volontiers des portraits notamment celui de Bernard Haller, uniquement sur pose réelle, qui selon lui est la condition sine qua non a un portrait réussi.
Jean Arcelin confère souvent à ses tableaux un aspect presque irréel grâce à la recherche d'un certain flou, qui vient s'opposer à la réalité des sujets représentés. On remarque également l'approfondissement de l'espace, traité par le recours aux lignes de fuite et valorisé par la mise en lumière. Le dessin naît d'abord de la couleur. C'est aussi dans le traitement de la couleur, grâce à la matière elle-même et par l'amplitude de la palette - on a pu parler de jouissance chromatique- que réside la force de son œuvre.
Lydia Harambourg, critique d'art, dit de lui:

« L’illusionnisme sied au peintre Jean Arcelin (né en 1962) qui se joue des effets de perspective, rivalise d’audaces en
suggérant les contre-plongées spatiales dans un espace qui piège notre regard. Pour cette mise en abyme du réel,
le geste domine toutes les difficultés picturales. Qu’il s’agisse des superpositions de plans, des lignes de fuite creusant 
artificiellement l’espace jusqu’au vertige dans ses bibliothèques avec leurs rayonnages dilatés par une lumière 
réfléchissante jusqu’au flou abstrait, ses intérieurs abritant des mystères imaginaires qui se rétractent sous la pression
d’ellipses lumineuses. 
Avec les plongées dans les rues de Lisbonne, les vues panoramiques au-dessus de la mer calées par un premier plan
pourtant bien réel, le doute s’installe. Avec des cadrages qui empruntent aux procédés cinématographiques, 
l’impression de vacillement se confirme. L’artiste pratique la fiction avec une maestria et un bonheur de peindre dont
témoignent ses qualités picturales. Son aisance à manier la couleur par touches alertes, par fines couches d’huile
posées sur une légère préparation à l’acrylique, favorise la mobilité, la diffusion lumineuse dans des chromatismes
propres au mirage. Il n’hésite pas à recourir à des dissonances vives, à accrocher un accord par une coulée colorée. 
Ses peintures récentes déstabilisent notre vision. Où est le réel, quel jeu joue-t-il sur notre perception ? La peinture
exerce tous les droits d’un trompe-l’œil rattrapé par un art qui démonte la vérité, la retourne et nous en propose une
interprétation virtuelle. »

### Galerie

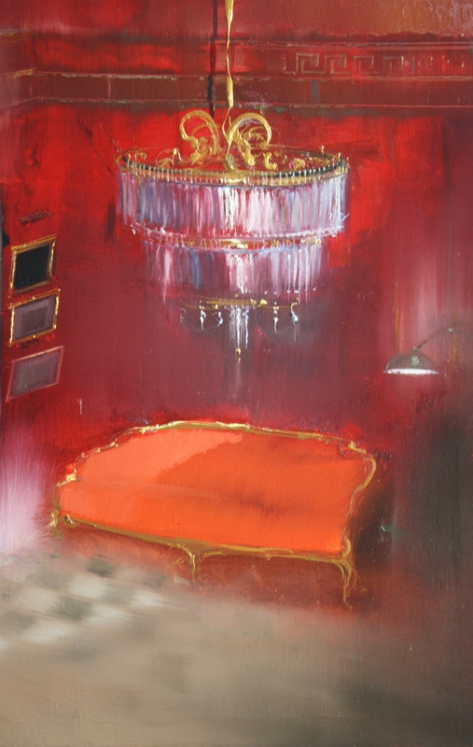
Boudoir
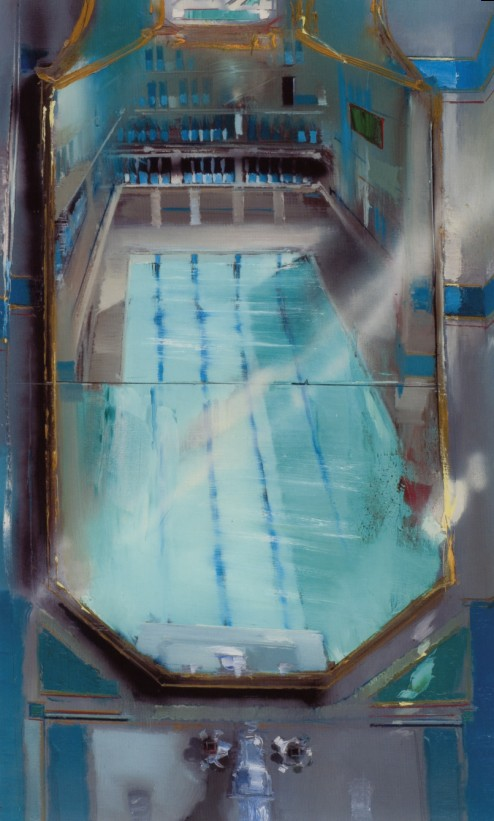
Miroir et piscine
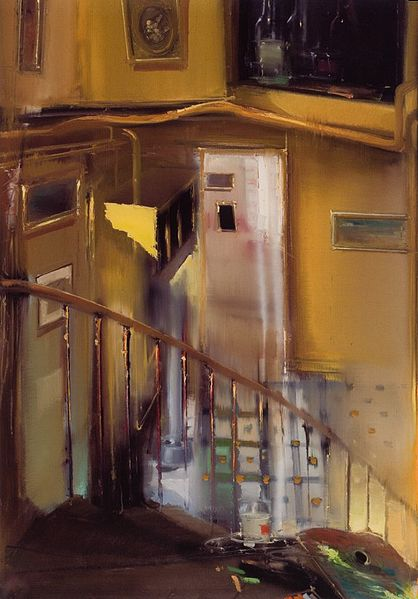
Atelier jaune
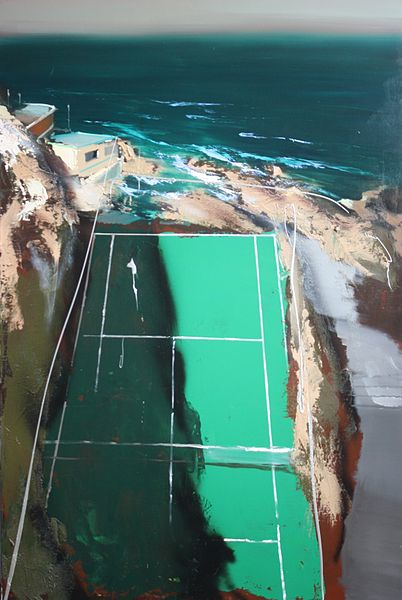
Tennis du Pacifique
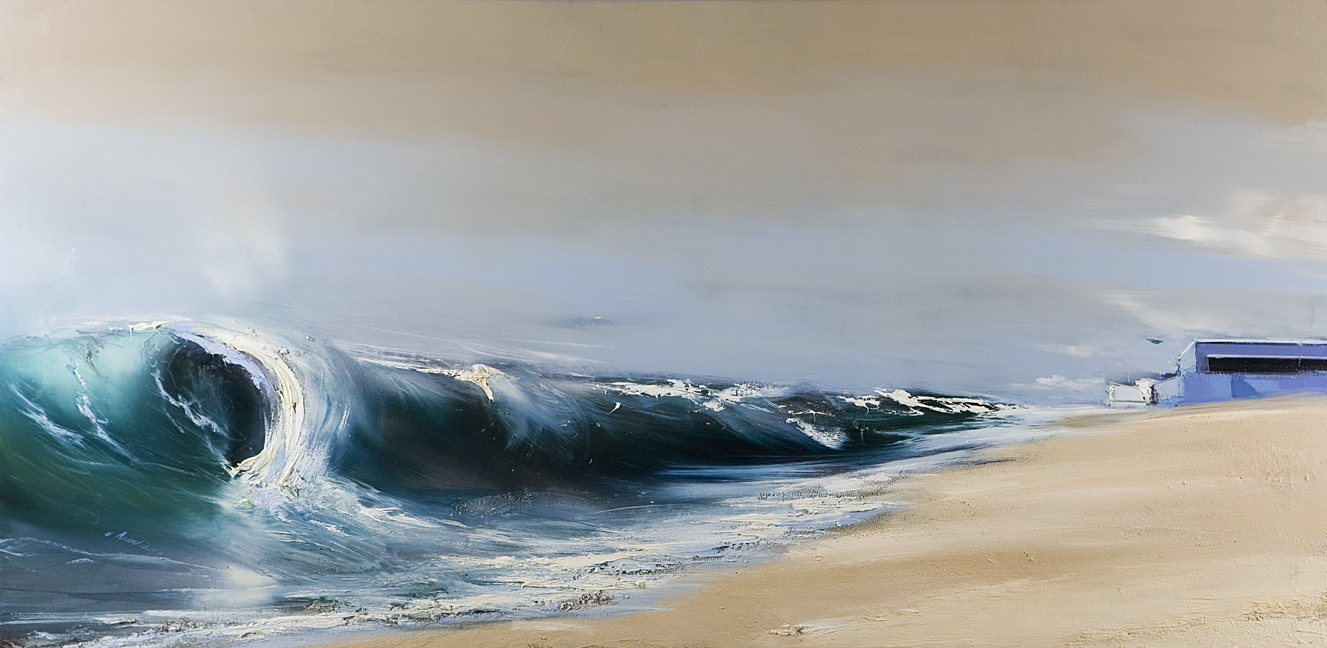
East Wind
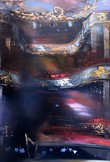
Athis
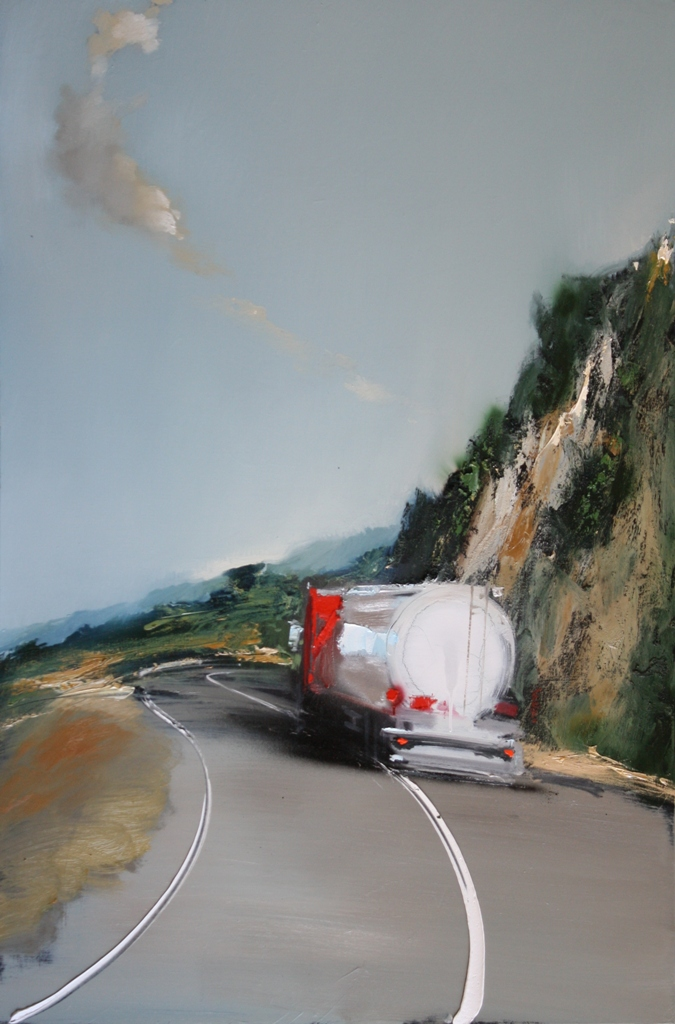
Route Vaudoise
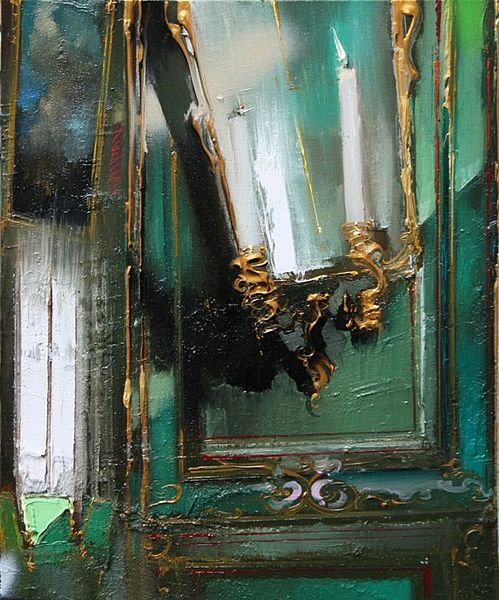
Deux Bougies

## Expositions
- 1989/1990/1999: Institut de France, Paris[5].

#### Catalogues d'exposition et monographies
- Jean Arcelin, préface Séverine Plat-Monin, 96 pages. Éditions des falaises, 2023  (ISBN 978-2-84811-575-7).
- Jean Arcelin, peintre de l’instant et de l’instinct, textes de Séverine Plat-Monin, 156 pages. Editions des falaises, 2019  (ISBN 978-2-84811-420-0).
- Jean Arcelin, Besharat Gallery editions, 2013 (63 pages) (OCLC 921820257).
- Catalogue de l’exposition Jean Arcelin, impressions d'Italie, préface de Lydia Harambourg. Editions Galerie 26, 2009  (ISBN 9782913290198).
- Mirage et illusionnisme, textes de Lydia Harambourg, Bernard Haller et Gérard Xuriguera. 96 pages, 57 reproductions couleurs. Éditions Galerie 26, 2008  (ISBN 2913290175).
- Catalogue de l’exposition Jean Arcelin, œuvres récentes, préface de Lydia Harambourg, Éditions Galerie 26, 2007  (ISBN 9782913290167).
- Jean Arcelin, texte de Jean-Charles Gauthier, rétrospective 2007 de la ville de Bergerac.
- Jean Arcelin, Bâle, Hardhof. Espace Art et Culture Ebel, 1990. Textes de Gérard Xuriguera. Espace, art et culture Ebel pour le compte des Editions Glasnost, Grandson, 1990  (ISBN 2883720002).